# Cavajone (Brusio)
Cavajone (toponimo italiano) è una frazione del comune svizzero di Brusio, nella regione Bernina (Canton Grigioni).

## Storia
Nel Medioevo apparteneva al santuario della Madonna di Tirano; passò a Brusio nel XVI secolo, ma i confini furono definiti solo nel 1815. In passato il diverso regime fiscale tra Italia e Svizzera creò condizioni favorevoli per il sorgere di attività collegate al contrabbando.

## Monumenti e luoghi d'interesse
- Cappella cattolica della Santa Croce, eretta nel 1777[1].

## Società

### Evoluzione demografica
L'evoluzione demografica è riportata nella seguente tabella:
Abitanti censiti